# 키비바이트
| 바이트 크기     | 바이트 크기  | 바이트 크기 | 바이트 크기 | 바이트 크기        | 바이트 크기 |
| SI 접두어       | SI 접두어    | 전통적 용법 | 전통적 용법 | 이진 접두어        | 이진 접두어 |
| 기호(이름)      | 값           | 기호        | 값          | 기호(이름)         | V값         |
| --------------- | ------------ | ----------- | ----------- | ------------------ | ----------- |
| kB (킬로바이트) | 10001 = 103  | KB          | 10241 = 210 | KiB (키비바이트)   | 210         |
| MB (메가바이트) | 10002 = 106  | MB          | 10242 = 220 | MiB (메비바이트)   | 220         |
| GB (기가바이트) | 10003 = 109  | GB          | 10243 = 230 | GiB (기비바이트)   | 230         |
| TB (테라바이트) | 10004 = 1012 | TB          | 10244 = 240 | TiB (테비바이트)   | 240         |
| PB (페타바이트) | 10005 = 1015 | PB          | 10245 = 250 | PiB (페비바이트)   | 250         |
| EB (엑사바이트) | 10006 = 1018 | EB          | 10246 = 260 | EiB (엑스비바이트) | 260         |
| ZB (제타바이트) | 10007 = 1021 | ZB          | 10247 = 270 | ZiB (제비바이트)   | 270         |
| YB (요타바이트) | 10008 = 1024 | YB          | 10248 = 280 | YiB (요비바이트)   | 280         |

키비바이트(영어: Kibibyte, KiB) 또는 킬로 이진 바이트(Kilo binary byte)는 정보나 컴퓨터 저장장치의 단위이다.
1 킬로 이진 바이트 = 210 바이트 = 1,024 바이트
킬로 이진 바이트와 비슷한 동의어인  킬로바이트는 상황(이진 접두어 참조)에 따라서 103 바이트 = 1,000 바이트로 사용된다.
이런 용어의 사용은 일반 저장 미디어에서 분명한 킬로바이트 의미로 되돌려서 혼동되는 것을 방지하려는 의도에서였다. 그러므로 킬로 이진 바이트 용어는 1,024 바이트를 의미하도록 개발되었다.
킬로바이트 용어의 혼란 문제는 컴퓨터 하드 드라이브가 기가바이트로 용량이 커져서 대중화되는 동시에 1,000 과 1,024 둘 다 사용되었으며, 제조사는 10의 제곱을 사용하였지만 고객은 2의 제곱으로 용량을 계산하여 상당한 차이가 생길 수 있었다. 예로 1 메가바이트가 2의 제곱으로 계산하면 10242, 1024×1024,  1,048,576 바이트지만 10의 제곱을 사용하면 1000 x 1000은 1,000,000이다. 기가바이트의 경우, 2의 제곱으로 계산하면 10243으로 1,073,741,824 바이트의 크기를 예상하지만, 다르게 생각하면 10003으로 1,000,000,000 바이트가 된다. 100 기가바이트 드라이브 같은 경우, 100 기가바이트가 100x10003 혹은 100x10243를 의미하는가에 따라서 70억 바이트 이상의 용량 차이가 생긴다.

## 같이 보기
- 메비바이트
- 킬로바이트
- 이진 접두어
- SI 접두어
- 바이트
- 키비비트